# 原田病院 (大阪市)
原田病院（はらだびょういん）は、大阪府大阪市中央区島之内にある病院。

## 診療科
- 外科
- 整形外科
- 消化器外科
- 肛門外科
- 乳腺外科
- 泌尿器科
- 皮膚科
- リハビリテーション科

## 医療機関の指定・認定
（下表の出典）
| 保険医療機関       | 労災保険指定病院                   |
| 生活保護法指定病院 | 原子爆弾被害者一般疾病医療取扱病院 |

- 救急告示病院（二次救急）[2]
- このほか、各種法令による指定・認定病院であるとともに、各学会の認定施設でもある。

## 交通アクセス
- Osaka Metro堺筋線「日本橋駅」6番出口より徒歩4分[3]